# Brekovice
Brekovice so naselje v Občini Žiri.